# Larabicus quadrilineatus
Larabicus quadrilineatus (Rüppel, 1835), unica specie del genere Larabicus, è un pesce di acqua salata appartenente alla famiglia Labridae.

## Habitat e Distribuzione
Proviene dalle barriere coralline dell'oceano Indiano; si trova quasi unicamente nelle acque del Mar Rosso e del Golfo di Aden e lungo le coste di Eritrea e Somalia. Predilige le zone molto ricche di coralli.

## Descrizione
Presenta un corpo compresso lateralmente, non particolarmente alto e con la testa dal profilo allungato. Non supera i 12 cm. Il colore varia nel corso della vita del pesce: i giovani hanno una livrea striata, composta da righe orizzontali nere e blu. Hanno degli occhi piuttosto grandi. Negli esemplari adulti, invece, le strisce sbiadiscono e diventano blu eccetto per una striscia più chiara esclusivamente sotto l'occhio. Le labbra negli adulti sono prominenti. Le pinne sono azzurre, eccetto i raggi esterni della pinna caudale, più allungati, che sono dello stesso colore del corpo.

## Biologia

### Comportamento
A differenza degli adulti, a volte gli esemplari giovani hanno l'abitudine di "ripulire" i pesci più grossi per nutrirsi dei loro parassiti esterni.

### Alimentazione
La dieta degli adulti è composta soprattutto da polipi di cnidari, in particolare coralli duri.

## Conservazione
La lista rossa IUCN classifica questa specie come "dati insufficienti" (DD) perché nonostante sembri non essere minacciata da nessun pericolo, non ci sono abbastanza informazioni sulla cattura per l'acquariofilia, che andrebbe monitorata.